# ترينت غرين
ترينت غرين (بالإنجليزية: Trent Green)‏ هو لاعب كرة قدم أمريكية ولاعب كرة قدم كندية أمريكي، ولد في 9 يوليو 1970 في سانت لويس في الولايات المتحدة.

## وصلات خارجية
- ترينت غرين على موقع إي إس بي إن.كوم (أن.أف.أل)3
- ترينت غرين على موقع مرجع كرة القدم المحترفة.كوم (الإنجليزية)
- ترينت غرين على موقع إن إن دي بي (الإنجليزية)